# Stemmatopsis
Stemmatopsis is een geslacht van weekdieren uit de klasse van de Gastropoda (slakken).

## Soorten
- Stemmatopsis nangphaiensis Do Duc Sang & Do Van Nhuong, 2015
- Stemmatopsis poirieri Mabille, 1887
- Stemmatopsis vanhoensis Do Duc Sang & Do Van Nhuong, 2015